# Macouba
Macouba è un comune francese di 1.254 abitanti situato nel dipartimento d'oltre mare della Martinica.